# Trichonyssodrys melasmus
Trichonyssodrys melasmus är en skalbaggsart som beskrevs av Delfino 1981. Trichonyssodrys melasmus ingår i släktet Trichonyssodrys och familjen långhorningar. Inga underarter finns listade i Catalogue of Life.